# Clevedon Town F.C.

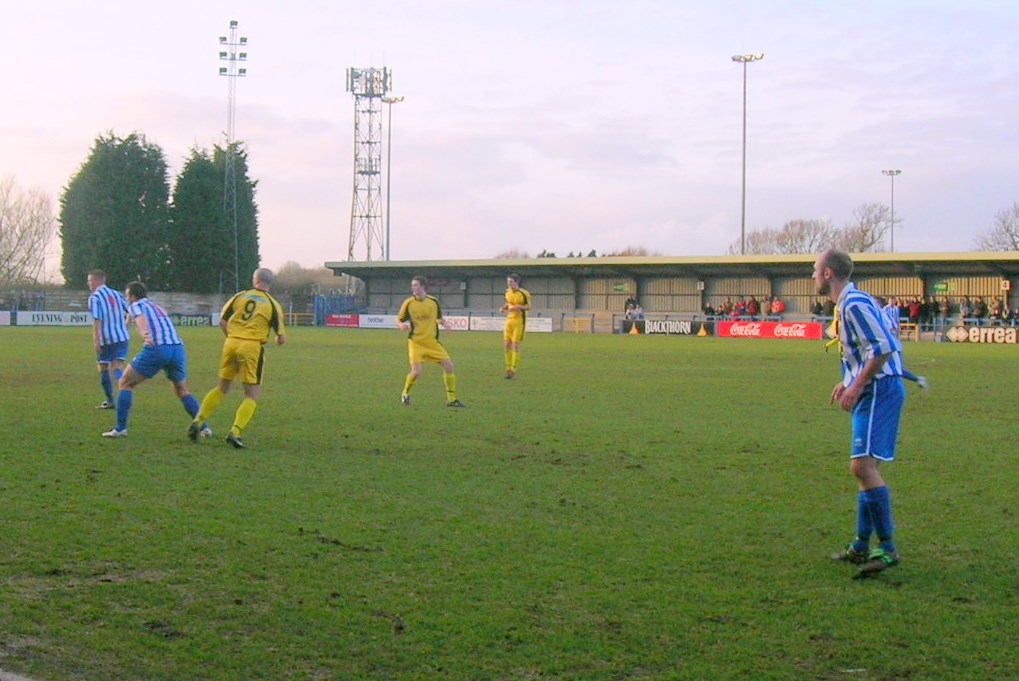
Câu lạc bộ Clevedon Town (trong trang phục màu xanh) thi đấu tại sân Hand ngày 26 tháng 12 năm 2007

Clevedon Town FC là một câu lạc bộ bóng đá có trụ sở tại Clevedon, Somerset, Anh. Trực thuộc Somerset County FA, đội bóng hiện thi đấu tại Western League Premier Division và có sân nhà ở Hand, Kenn.

## Danh hiệu
- Southern League
  - Nhà vô địch Division One West mùa giải 2005–06
  - Nhà vô địch Midland Division mùa giải 1998–99
  - Nhà vô địch League Cup mùa giải 2011–12
- Western League
  - Nhà vô địch Premier Division mùa giải 1992–93
- Weston-super-Mare & District League
  - Nhà vô địch các mùa giải 1939–40, 1943–44, 1944–45
- Somerset County League
  - Nhà vô địch mùa giải 1936–37
- Bristol & Suburban League
  - Nhà vô địch các mùa giải 1925–26, 1927–28, 1928–29
- Somerset Premier Cup
  - Nhà vô địch các mùa giải 1986–87, 1998–99, 2000–01, 2001–02[2]
- Somerset Senior Cup
  - Nhà vô địch các mùa giải 1901–02, 1904–05, 1928–29, 1976–77[3]
- Somerset Junior Cup
  - Nhà vô địch mùa giải 1897–98[4]
- Somerset: Medal Competition
  - Nhà vô địch mùa giải 1887–88[2]
- Clevedon Charity Cup
  - Nhà vô địch mùa giải 1926–27, 1930–31[2]

## Thống kê
- Thành tích tốt nhất tại FA Cup: Vòng một mùa giải 2006–07
- Thành tích tốt nhất tại FA Trophy: Vòng hai các mùa giải 1998–99, 2000–01
- Thành tích tốt nhất tại FA Vase: Tứ kết mùa giải 1987–88
- Kỷ lục khán giả đến xem: 2,300 người trong trận đấu với Billingham Synthonia, FA Amateur Cup mùa giải 1952–53[1]
  - Tại sân vận động Hand: 2,261 người trong trận đấu với Chester City, Vòng một FA Cup 11 tháng 11 năm 2006[5]